# Gerlof Bos
Gerlof Luyken Bos (Zuidlaren, 7 november 1979) is een Nederlandse internetondernemer en televisiepresentator op RTL 4, woonachtig in Paterswolde.

## Biografie
Bos studeerde af aan de Hogere Hotelschool van Maastricht, waarna hij in dezelfde stad zijn MBA haalde aan de universiteit. Nog voordat hij deze had afgerond richtte hij in 2005 de hotelsite LookingforBooking op.
Vanaf 2010 is Bos veelvuldig te zien geweest in de televisieprogramma’s van Herman den Blijker op RTL 4, zijn internet- en horecaexpertise benuttend om noodlijdende hotels en restaurants op het juiste pad te helpen. In 2013 kreeg Gerlof Bos zijn eigen programma. Hij presenteert Hallo Holland op RTL 4.
Begin 2016 lanceert Bos het videoplatform HorecaNederland.TV. Naast oprichter van het platform is Bos tevens presentator. Dat doet hij tezamen met onder andere voormalig musicalster Carien Keizer.

## Televisiecarrière
Bos is sinds 2010 regelmatig te zien geweest als internet- en marketingdeskundig in de volgende verschillende programma’s van Herman den Blijker:
- Herrie in het Hotel, 2010
- Herrie in de Keuken, 2010
- Herrie in het Hotel, 2011
- Herrie Gezocht, 2011
- Herman gaat ver, 2012

In 2013 krijgt Bos zijn eigen tv-programma Hallo Holland op RTL 4. Als presentator laat hij wekelijks de mooiste plekjes en hotels van Nederland zien.

## HorecaNederland.TV
Sinds de lancering medio 2016, worden op HorecaNederland.TV iedere week nieuwe video's gepubliceerd, die variëren van specials over de horecabranche tot series zoals De Keuken van Julius, waarin chefkok Julius Jaspers eenvoudige gerechten bereidt.

## Ondernemer
Sinds 2005 is Bos directeur en oprichter van de hotelvergelijkingssite LookingforBooking. Daarnaast is hij spreker op congressen.  Sinds begin 2016 is Bos eigenaar van het video platform HorecaNederland.TV. In 2019 kocht hij het bookingsplatform Enjoy hotels.